# 22429 Jurašek
22429 Jurašek (tên chỉ định: 1996 DD1) là một tiểu hành tinh vành đai chính. Nó được phát hiện bởi Adrián Galád và Alexander Pravda ở Đài thiên văn Modra ở Modra, Slovakia, ngày 22 tháng 2 năm 1996. Nó được đặt theo tên Pavel "Balvan" Jurašek, nhà thiên văn học nghiệp dư Slovak.